# Троянда (ансамбль)
Ансамбль спортивного, бального танцю «Троянда» створений у 1992 році. Керівники колективу – президент АСТВО, суддя міжнародної категорії WDSзі спортивних танців, старший викладач кафедри хореографії інституту мистецтв Східноєвропейського університету імені Лесі Українки, відмінник освіти України Сергій Миколайович Кравчук та балетмейстер, суддя вищої національної категорії, вчитель спортивного танцю Ольга Петрівна Кравчук.

### Особливість колективу
Ансамбль є окрасою творчих заходів міста та області. При ансамблі створена школа спортивного танцю. Навчання в школі дає можливість підготувати дітей-спортсменів на достатньо високому рівні, робить їх конкурентоспроможними, з перспективою участі у першостях України, міжнародних турнірах, чемпіонатах Європи та світу. Після закінчення трирічного навчання і успішного засвоєння матеріалу, діти переходять до основного складу колективу.

### Викладачі
В ансамблі викладають висококваліфіковані педагоги з багаторічним досвідом роботи. Навчання у колективі проводиться відповідно до сучасних форм, методів, засобів навчання та виховання з урахуванням індивідуальних особливостей учнів.

### Досягнення колективу
Щороку колектив бере участь у понад 50 заходах, включаючи концерти та змагання. Ансамбль здійснює творчі поїздки в різні міста України та за її межі. Вихованці колективу є фіналістами та призерами багатьох міжнародних змагань та фестивалів: в Ольштині, Кракові, Любліні (Польща), Градець Кракові (Чехія), Братиславі (Словаччина), Могильові (Республіка Білорусь). Колектив є фіналістом Чемпіонату Європи по програмі«формейшн» в Кишиневі (Молдова) та Чемпіонату світу в Москві (Росія) лауреатом міжнародних фестивалів в МДЦ «Артек» та «Молода гвардія» бронзовим призером міжнародного фестивалю «Севастопольський чотириразовим переможцем всеукраїнського фестивалю «Кримський трофей» (м.Євпаторія), переможцем фестивалю «Інший вимір» та неодноразовим переможцем і володарем Гранд Прі фестивалю «У вихорі танцю» За результатами змагань, наказом Управління у справах сім’ї, молоді та спорту учасникам колективу присвоюються спортивні розряди. Гордість колективу – спортсмени І та II спортивних розрядів і кандидати в майстри спорту. За активну творчу діяльність, вагомі здобутки та високий рівень виконавської майстерності в 2004 році ансамблю «Троянда» присвоєно звання «Зразковий художній» а у 2010 році звання «Народний художній колектив».